# Petrosimonia glaucescens
Petrosimonia glaucescens är en amarantväxtart som först beskrevs av Aleksandr Andrejevitj Bunge, och fick sitt nu gällande namn av Modest Mikhaĭlovich Iljin. Petrosimonia glaucescens ingår i släktet Petrosimonia och familjen amarantväxter. Inga underarter finns listade i Catalogue of Life.